# Стойбинский сельсовет (Красноярский край)
Стойбинский сельсовет - сельское поселение в Партизанском районе Красноярского края.
Административный центр — село Стойба.

## История
Статус и границы сельского поселения установлены Законом Красноярского края от 18 февраля 2005 года № 13-3046 «Об установлении границ и наделении соответствующим статусом муниципального образования Партизанский район и находящихся в его границах иных муниципальных образований»

## Население
| 2010 | 2012 | 2013 | 2014 | 2015 | 2016 | 2017 |
| ---- | ---- | ---- | ---- | ---- | ---- | ---- |
| 697  | ↗701 | ↗709 | ↘708 | ↘694 | ↗708 | ↘700 |

## Состав сельского поселения
В состав сельского поселения входят 2 населённых пункта:
| № | Населённый пункт | Тип населённого пункта       | Население |
| - | ---------------- | ---------------------------- | --------- |
| 1 | Новосёлово       | деревня                      | 39        |
| 2 | Стойба           | село, административный центр | 658       |

## Местное самоуправление
Стойбинский сельский Совет депутатов
Дата избрания: 04.03.2012. Срок полномочий: 4 года. Количество депутатов: 7
Глава муниципального образования
- Шелухин Сергей Сергеевич. Дата избрания: 04.03.2012. Срок полномочий: 4 года